# Oscar Dronjak
Oscar Fredrick Dronjak, né le 20 janvier 1972 à Mölndal (Suède), est un guitariste du groupe de power metal HammerFall. Il est actuellement le seul membre présent depuis le line-up original.

## Biographie
Son premier instrument est l'accordéon, il joue par la suite du trombone pendant quelques années jusqu'à l'année de ses quatorze ans, où il se dirige vers la guitare. Peu de temps après, il intègre son premier groupe appelé The Hippie Killers.
En 1989 il lance un groupe de death metal nommé Desecrator, qui est plus tard renommé Ceremonial Oath au sein duquel il est chanteur, compositeur et parfois guitariste. Mais juste avant que leur premier album -"The Book of Truth"- ne soit publié, celui-ci quitte le groupe pour des raisons de différences musicales entre lui et le groupe.
La fin de sa carrière au sein de Ceremonial Oath marque le début d'HammerFall et de Crystal Age. Dronjak se casse le bras droit en jouant au football peu de temps après la fondation d'HammerFall. À son retour en 1993, il fonde Crystal Age, un groupe de death metal. Le groupe publie un album - "Far Beyond Divine Horizons" en 1995 chez le label Danois, Vic Records. Lorsque HammerFall prit trop d'importance le groupe fut dissous.
HammerFall est alors un simple side-project heavy metal. Dronjak fonde ce groupe dans le but principal de retrouver les sensations procurées par le heavy metal qu'il ne trouve pas dans le death metal. Lui et ses amis répètent la plupart du temps quelques chansons qu'il avait composées. L'une d'elles est "Steel Meets Steel". Peu après, en 1996, ils enregistrent leur premier album intitulé "Glory to the Brave".

## Textes
Oscar Dronjak contribue souvent à la composition des textes au sein d'HammerFall. La plupart de ses textes évoquent une dimension épique du metal, historique ou proche de l'heroic-fantasy. La chanson "Steel Meets Steel", entre autres, évoque directement les croisades de la fin du onzième siècle.

## Matériel
Oscar utilise des guitares Jackson King v ou Randy Rhoads.
Il utilise souvent des micros EMG.

## Apparitions Guest
Oscar Dronjak a participé aux backing vocals pour deux albums d'In Flames: "Subterranean" (sur la piste "Stand Ablaze") et "The Jester Race" ("Dead Eternity").

## Anecdotes
Oscar Dronjak est ceinture verte de Taekwondo ITF.